# Parafia św. Stanisława Biskupa Męczennika w Kielcach
Parafia pw. św. Stanisława BM w Kielcach – rzymskokatolicka parafia należąca do dekanatu Kielce-Południe.

## Historia
Parafia została erygowana 23 grudnia 1988 roku przez biskupa Stanisława Szymeckiego zastępując samodzielny ośrodek duszpasterski powstały w 1987 r. Parafię wydzielono ze znajdującej się na Baranówku parafii Chrystusa Króla. Początkowo msze odprawiano w tymczasowej kaplicy wpierw drewnianej, a potem murowanej. Pod koniec 1997 roku rozpoczęła się budowa kościoła. Kościół konsekrowano 15 grudnia 2019 roku przez ks. bpa Jana Piotrowskiego.
Księgi metrykalne oraz kronika parafialna prowadzone są od 1987 roku.

## Terytorium parafii
Parafia, która swym zasięgiem obejmuje
- osiedle Barwinek oraz
- ulice: Barwinek, Czachowskiego, Duńską, Norweską, Łotewską, Emilii Plater, Jędrzejowską, Kochanowskiego, Matejki, Modrzewskiego, Pińczowską, Podlasie, Popiełuszki (nr parzyste), Prusa, Skalistą, Starowapiennikową, Szwedzką, Ściegiennego (nr nieparzyste), Tuwima, Wapiennikową, Włoszczowską, Paska, Strasza, Skorupki.

## Proboszczowie
- ks. prałat Marian Janus (1987–2022)
- ks. Wiesław Stępień (od 2022)